# التمييز الجندري في المهن الطبية

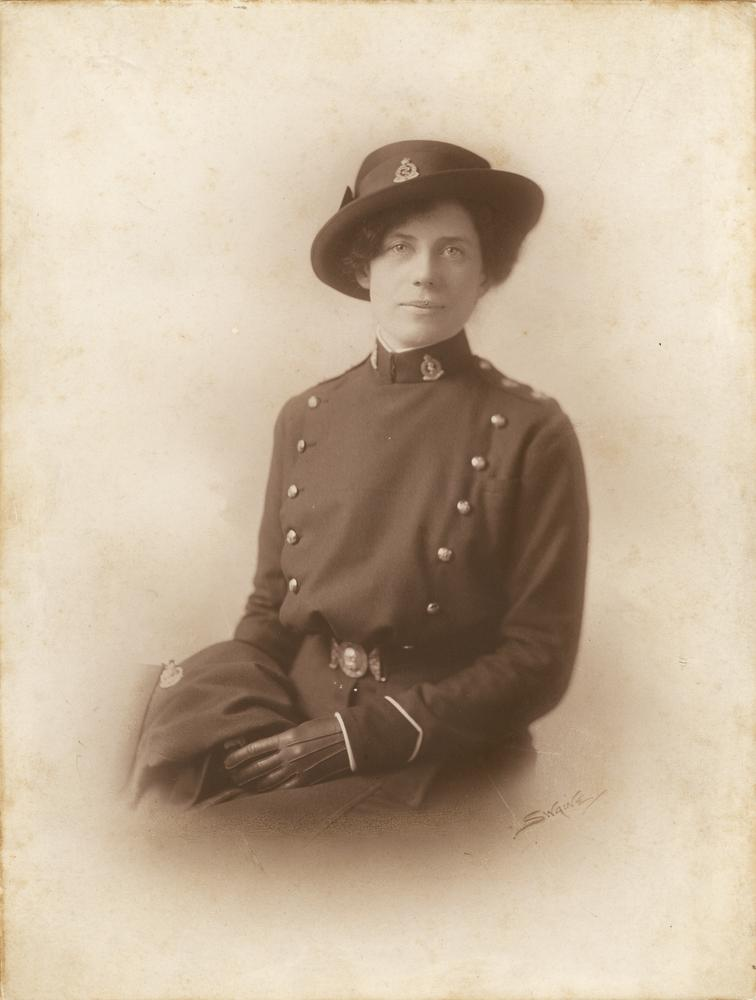

التمييز الجندري في المهن الطبية، هو مصطلح يُستخدم للإشارة إلى ثقافة الانحياز ضد الطبيبات السريريات برمتها. قد يُعبّر عن هذا الانحياز شفهيًا من خلال التعليقات المهينة والعدوانية، أو من خلال منحهن أجرًا منخفضًا أو غيرها من الأساليب الأخرى التي تندرج تحت مسمى ممارسات الأقران الذكور التمييزية بالدرجة الأولى. تواجه هذه النساء الكثير من الصعوبات في بيئة عملهن، وذلك نتيجةً لسيطرة الذكور على مناصب السلطة في المجال الطبي إلى حد كبير، فضلًا عن ممارسات الانحياز في البداية، كالتي تظهر خلال عملية التوظيف مثلًا ولا تقتصر على الترقيات وحسب.
يتعرّض الممرضون الذكور إلى الممارسات النمطية بسبب عملهم في مجال تهيمن عليه الإناث عمومًا. تشتمل هذه الصور النمطية على افتراض المرضى توجه الممرضون الجنسي أو مسماهم الوظيفي، أو حتى تعبيرهم عن عدم ارتياحهم في التعامل مع ممرض ذكر. يُعتبر الانحياز الجنسي ممارسةً طويلة الأمد ضمن نطاق المهن الطبية.

## الأدوار الجندرية
لاحظت إحدى دراسات عام 2003 ازديادًا ملموسًا في عدد النساء العاملات في المجال الطبي، ويُعتبر هذا الازدياد قائمًا حتى يومنا هذا. لوحظ وجود اختلافات جندرية في دوافع الأشخاص المتقدمين لكلية الطب. تشير بعض الدراسات إلى أن «المتقدّمون الذكور مدفوعون بالمسائل المالية والاعتبارية والعلمية والتقنية، بينما تشدد المتقدمات الإناث على المسائل الإنسانية والإيثارية». لوحظ وجود الاختلافات الجندرية أيضًا في «الانطباعات المتعلقة بالتوعية الصحية».
علاوةً على ذلك، يُرجّح استخدام الأطباء السريرين الذكور أساليب تواصلية مختلفة مقارنةً بالطبيبات السريريات الإناث. تبيّن أن الأطباء الذكور أكثر استخدامًا لأسلوب منطوٍ على «التحدث بصورة رسمية، وإعطاء الأوامر الواضحة للمرضى، ومقاطعة المرضى أثناء تحدثهم، بالإضافة إلى اعتبارهم أكثر حتميةً وتكبرًا، وقضائهم وقت أقل مع المرضى، وقلة استخدامهم للعبارات الإيجابية والابتسامات والإيماءات». لاحظت بعض الدراسات استخدام الطبيبات الإناث لأسلوب ينطوي على «توفير وسط علاجي متكامل من شأنه أن يسفر عن تفاهم أكثر انفتاحًا، بالإضافة إلى تشخيص وعلاج أكثر شمولية». فضلًا عن ذلك، لوحظ اتخاذ الطبيبات الإناث إجراءات وقائية وخضوعهن لاختبارات أكثر مقارنةً بنظرائهن الذكور.
بالإضافة إلى ما سبق، هناك علاقة بين الأدوار الجندرية ضمن النطاق الطبي والضغوط الأسرية. أُجريت دراسة لتحديد كيفية توفيق الأطباء بين حياتهم العملية والأسرية العادية. حللت الدراسة ثلاث استراتيجيات مختلفة يستخدمها الأطباء الذكور والإناث في تعايشهم مع إدارة حياتهم الأسرية العادية وحياتهم العملية الشاقة. تنطوي الاستراتيجيات الثلاثة المختلفة التي يستخدمها كل من الذكور والإناث على «هيمنة الحياة المهنية، والفصل، والتكيف». يتبنى نحو 15% من الإناث و3% من الذكور إستراتيجية هيمنة الحياة المهنية. تنطوي هذه الاستراتيجية على «المضي في حياة مهنية مستمرة بدوام كامل وحياة أسرية محدودة – دون زواج، أو بعد طلاق ودون أطفال- بسبب المسيرة المهنية». يتبنى نحو 55% من الإناث و85% من الذكور إستراتيجية الفصل، التي تنطوي على «المضي في حياة مهنية مستمرة بدوام كامل بالإضافة إلى الاضطلاع المنظم بدور أسري، وذلك بغرض إتاحة المزيد من الوقت للعمل». يعتمد 30% من الإناث و12% من الذكور إستراتيجية التكيف. تنطوي هذه الاستراتيجية على «التقليل من التورط في الحياة العملية بهدف إتاحة المزيد من الوقت للاضطلاع بدور أسري». تبيّن هذه الإحصائيات أن الرجال يكرسون وقتًا أكثر لعملهم على حساب أسرهم مقارنةً بالإناث.
كشفت إحدى دراسات عام 2019 عن معاناة الطبيبات الإناث من ارتفاع في معدلات الإرهاق لديهن، بينما صرحت 73% منهن عن دور التمييز الجندري في «تحطيم روحهن المعنوية والتقليل من مستوى رضاهن الوظيفي».

### طب التوليد وأمراض النساء
وصلت نسبة الطبيبات الإناث إلى 59% من إجمالي أطباء أمراض النساء في عام 2018، بيد أنه ماتزال هناك فجوة جندرية في الأجور في هذا التخصص. تواجه طبيبات التوليد وأمراض النساء الإناث عوائقًا تحول دون تسليمهن مناصب قيادية، فضلًا عن كسب الأطباء الذكور لنحو 36,000 دولار أكثر سنويًا مقارنةً بنظرائهم من الإناث. يرتبط الانحياز الجنسي ضمن المجال الطبي بالنساء عمومًا، لكن لوحظ وجود ممارسات تمييزية ضد أطباء التوليد وأمراض النساء الذكور أيضًا. قد يتأثر أطباء التوليد وأمراض النساء الذكور سلبيًا برغبة المريضة في اختيار طبيبة أنثى لتلبية احتياجاتها الصحية النسائية. غالبًا ما يُحبط الذكور عند دخولهم هذا التخصص نظرًا للأدوار الاجتماعية المُتصورة للرجال والنساء، إذ قد يتلقون أحكامًا مبنية على انحياز واعٍ أو غير واعٍ.
كشفت إحدى الدراسات المنشورة في مجلة طب التوليد وأمراض النساء لعام 2018 عن مواجهة طبيبات التوليد وأمراض النساء الإناث للممارسات تمييزية فيما يتعلق بالاختلافات في الأجور، فضلًا عن مواجهة أطباء التوليد وأمراض النساء الذكور لممارسات تمييزية فيما يتعلق بتفضيلات المريضات.

## التعليم الطبي
تعاني المرأة من تمثيلها غير الكاف في المناصب القيادية ضمن الأوساط الطبية الأكاديمية. يبدأ كل من النساء والرجال حياتهم المهنية الطبية بمعدلات مماثلة، لكنهم لا يتقدمون بنفس المعدل. تشير الدراسات إلى وجود انحياز منهجي، وهو السبب في التعيينات الأقل نسبيًا في المقاعد الأكاديمية. تبلغ نسبة النساء 32% من الأساتذة المساعدين في المدارس الطبية، و20% من الأساتذة المتفرغين، و14% من رؤساء الأقسام، و11% من عمداء كليات الطب.
يُعتبر «الانحياز المعرفي القائم على الصورة النمطية» أحد العوامل التي من شأنها أن تعيق فرص المرأة في التقدم ضمن مجال الطب الأكاديمي. ينطوي هذا الانحياز على شكلين، إذ يتعلق الشكل الأول بالمعتقدات الشخصية الجلية حول النساء، كالاعتقاد بالفكرة المتمثلة بأن النساء أقل التزامًا من الذكور فيما يتعلق بحياتهن المهنية والاعتقاد بأن النساء قادة أسوأ من الرجال مثلًا. يُسمى الشكل الثاني بالانحياز الضمني بسبب صعوبة ملاحظة هذا النوع من الانحياز، لكنه مايزال ذو تأثير كبير على الطريقة التي يحكم بها الأشخاص على المرأة أو يتعاملون معها من خلالها. مايزال الانحياز الجندري الضمني قائمًا حتى يومنا هذا، بينما انخفضت نسبة الانحياز الجندري الصريح في مجال الطب الأكاديمي بشكل ملحوظ خلال نصف القرن الماضي، وذلك نتيجةً لتمرير التعديل التاسع في الولايات المتحدة.